# Campionati del mondo di atletica leggera indoor 2018 - Salto con l'asta femminile
La gara del salto con l'asta femminile dei campionati del mondo di atletica leggera indoor 2018 si è svolta il 3 marzo.

## Podio
| Pos.    | Atleta               | Nazionalità                 | Misura |
| ------- | -------------------- | --------------------------- | ------ |
| Oro     | Sandi Morris         | Stati Uniti                 | 4,95 m |
| Argento | Anzhelika Sidorova   | Atleti Neutrali Autorizzati | 4,90 m |
| Bronzo  | Aikaterinī Stefanidī | Grecia                      | 4,80 m |

## Situazione pre-gara

### Record
Prima di questa competizione, il record del mondo indoor e il record dei campionati erano i seguenti.
| Record                | Prestazione | Atleta                    | Data                                            | Competizione                     |
| --------------------- | ----------- | ------------------------- | ----------------------------------------------- | -------------------------------- |
| Record mondiale       | 5,02 m      | Jennifer Suhr Stati Uniti | 2 marzo 2013 Albuquerque, Stati Uniti d'America |                                  |
| Record dei campionati | 4,90 m      | Jennifer Suhr Stati Uniti | 17 marzo 2016 Portland, Stati Uniti d'America   | Campionati del mondo indoor 2016 |

### Campionesse in carica
Le campionesse in carica a livello mondiale erano:
| Campionessa     | Atleta                      | Prestazione | Data                                           | Competizione                     |
| --------------- | --------------------------- | ----------- | ---------------------------------------------- | -------------------------------- |
| Olimpica        | Aikaterinī Stefanidī Grecia | 4,85 m      | 19 agosto 2016 Rio de Janeiro, Brasile         | Giochi della XXXI Olimpiade      |
| Mondiale indoor | Jennifer Suhr Stati Uniti   | 4,90 m      | 17 marzo 2016 Portland (Stati Uniti d'America) | Campionati del mondo indoor 2016 |

### La stagione
Prima di questa gara, le atlete con le migliori tre prestazioni dell'anno erano:
| Pos. | Atleta                                         | Prestazione | Data                                                |
| ---- | ---------------------------------------------- | ----------- | --------------------------------------------------- |
| 1    | Katie Nageotte Stati Uniti                     | 4,91 m      | 18 febbraio 2018 Albuquerque, Stati Uniti d'America |
| 2    | Sandi Morris Stati Uniti                       | 4,90 m      | 12 gennaio 2018 Reno, Stati Uniti d'America         |
| 3    | Anzhelika Sidorova Atleti Neutrali Autorizzati | 4,87 m      | 12 febbraio 2018 Mosca, Russia                      |

## Risultati

### Finale
La finale diretta si è tenuta il 3 marzo alle ore 18:00.
| Pos. | Nome                  | Nazionalità                 | 4,35 | 4,50 | 4,60 | 4,70 | 4,75 | 4,80 | 4,85 | 4,90 | 4,95 | 5,04 | Misura | Note                                     |
| ---- | --------------------- | --------------------------- | ---- | ---- | ---- | ---- | ---- | ---- | ---- | ---- | ---- | ---- | ------ | ---------------------------------------- |
|      | Sandi Morris          | Stati Uniti                 | -    | o    | o    | xo   | o    | xxo  | x-   | xo   | xxo  | xxx  | 4,95 m | Record dei campionati                    |
|      | Anzhelika Sidorova    | Atleti Neutrali Autorizzati | -    | -    | o    | o    | -    | o    | o    | xxo  | xxx  |      | 4,90 m | Miglior prestazione personale            |
|      | Aikaterinī Stefanidī  | Grecia                      | -    | -    | -    | o    | xo   | xxo  | x-   | xx   |      |      | 4,80 m |                                          |
| 4    | Eliza McCartney       | Nuova Zelanda               | -    | xo   | o    | xxo  | o    | xxx  |      |      |      |      | 4,75 m | Record oceaniano                         |
| 5    | Katie Nageotte        | Stati Uniti                 | -    | xo   | o    | xo   | x-   | xx   |      |      |      |      | 4,70 m |                                          |
| 6    | Alysha Newman         | Canada                      | o    | o    | xxo  | xxo  | xxx  |      |      |      |      |      | 4,70 m | Record nazionale                         |
| 7    | Yarisley Silva        | Cuba                        | o    | xo   | o    | xxx  |      |      |      |      |      |      | 4,60 m | Miglior prestazione personale stagionale |
| 8    | Nina Kennedy          | Australia                   | xo   | xo   | o    | xxx  |      |      |      |      |      |      | 4,60 m |                                          |
| 9    | Olga Mullina          | Atleti Neutrali Autorizzati | o    | xo   | xxo  | xxx  |      |      |      |      |      |      | 4,60 m | Miglior prestazione personale            |
| 10   | Ninon Guillon-Romarin | Francia                     | o    | o    | xxx  |      |      |      |      |      |      |      | 4,50 m |                                          |
| 11   | Angelica Bengtsson    | Svezia                      | o    | xo   | xxx  |      |      |      |      |      |      |      | 4,50 m | Miglior prestazione personale stagionale |
| -    | Lisa Ryzih            | Germania                    | -    | xxx  |      |      |      |      |      |      |      |      | nm     |                                          |